# 세션 음악가
세션 음악가(영어: session musician)는 다른 음악가들과 라이브 공연이나 녹음 세션을 도와주는 악기 연주자나 보컬리스트를 의미한다. 일반적으로 세션 음악가들은 음악 그룹의 고정된 멤버가 아니며 대중적인 명성이나 솔로연주로 주목받지 못한다. 이 명칭은 단순히 현대 음악 장르인 록, 재즈, 컨트리나 팝 연주자에게만 국한되는 것이 아니라 클래식 연주자들에게 사용된다. 다양한 환경에서 연주를 해야하기 때문에, 다재다능함과 음에 대한 민감도가 세션 뮤지션으로써 가장 중요한 덕목으로 꼽힌다. 자신의 파트를 빠른 시간안에 익히고 악보를 보며 연주하는 능력도 요구된다. 
보통 세션 음악가들은 짧은 기간 동안 연주자가 필요할 때 요구된다. 일반적으로 세션 음악가들은 레코딩 스튜디오에서 녹음시 뮤지션들을 백업해주게 위해 고용되거나 라이브 공연시에 고용된다. 하지만 최근에는 고정적으로 세션멤버가 앨범 녹음 작업과 공연에 참여하는 경우도 많다.
과거에는 "세션 음악가"는 음악가와 관계가 있고 "스튜디오 뮤지션"은 기획사나 레코딩 스튜디오 소속이란 이미지가 강했으나, 최근에 동의어로 통한다.